# Katharina Rathmann
Katharina Rathmann (geb. 1982) ist eine deutsche Sozial-, Bildungs- und Gesundheitswissenschaftlerin. Sie ist Professorin für Sozialepidemiologie und Gesundheitsberichterstattung an der Hochschule Fulda. Ihre Forschungsschwerpunkte liegen in den Bereichen Gesundheitssoziologie, Gesundheitliche Ungleichheit und  Gesundheitskompetenz.

## Werdegang
Katharina Rathmann studierte Health Communication (B.Sc.) und Soziologie (Diplom) an den Universitäten Bielefeld und Tübingen (Abschluss: Diplom-Soziologin). 2015 wurde sie mit einer Arbeit zur gesundheitlichen Ungleichheit im Jugendalter promoviert.
In den Jahren 2008 bis 2016 war Katharina Rathmann als wissenschaftliche Mitarbeiterin an den Universität Bielefeld und Halle-Wittenberg sowie an der Hertie School of Governance in Berlin tätig. Von 2016 bis 2018 hatte sie eine Vertretungsprofessur an der Fakultät für Rehabilitationswissenschaften der TU Dortmund inne. Seit 2018 ist sie Professorin für Sozialepidemiologie und Gesundheitsberichterstattung im Fachbereich Pflege und Gesundheit der Hochschule Fulda.

## Funktionen und Mitgliedschaften
Katharina Rathmann ist seit 2011  Sprecherin der Arbeitsgruppe Kinder und Jugendliche der Deutschen Gesellschaft für Medizinische Soziologie DGMS. Seit 2020 ist sie Sprecherin des  Public Health Zentrums Fulda (PHZF). Im November 2024 wurde Katharina Rathmann zur Stellvertretenden Vorsitzenden des Deutschen Netzwerks Gesundheitskompetenz DNGK gewählt.

## Veröffentlichungen (Auswahl)
- K. Rathmann, L.D. Wetzel, S Jordan: Gesundheitskompetenz von Menschen mit und ohne Behinderung und chronischer Erkrankung in Deutschland: Ergebnisse der Studie „Gesundheit in Deutschland Aktuell“ 2014/2015-EHIS. Gesundheitswesen 2022; 84(11): 1050-1058. DOI:10.1055/a-1585-1420
- K. Rathmann, K. Dadaczynski, O. Okan, M. Messer (Hrsg.): Gesundheitskompetenz. Springer Reference Pflege – Therapie – Gesundheit. Springer, Berlin, Heidelberg 2023. ISBN 978-3-662-67055-2
- K. Rathmann, Emese László. Gesundheitskompetenz. In: Susanne Hartung, Wihofszky (Hrsg.): Gesundheit und Nachhaltigkeit. Springer, Heidelberg: Berlin, Springer 2024. ISBN 978-3-662-68278-4,  S. 167–84